# 平和中央公園
平和中央公園（へいわちゅうおうこうえん）とは、神奈川県横須賀市深田台にある横須賀市立の都市公園（近隣公園）である。2021年4月1日に「中央公園」から「平和中央公園」に改称した。

## 概要
旧日本陸軍の砲台跡地を利用して1970年4月1日に開園した。
高台にあり、横須賀の街並みや船の往き交う東京湾、猿島、房総半島の山並みなどを望める。
1992年10月には、横須賀市の「核兵器廃絶・平和都市宣言」を記念して「平和モニュメント」が建てられた。
2020年から2021年にかけて園内の再整備が行われた。

## 設備
- 展望広場
- 芝生広場
- 米ヶ濱砲台跡
- トイレ

## 画像

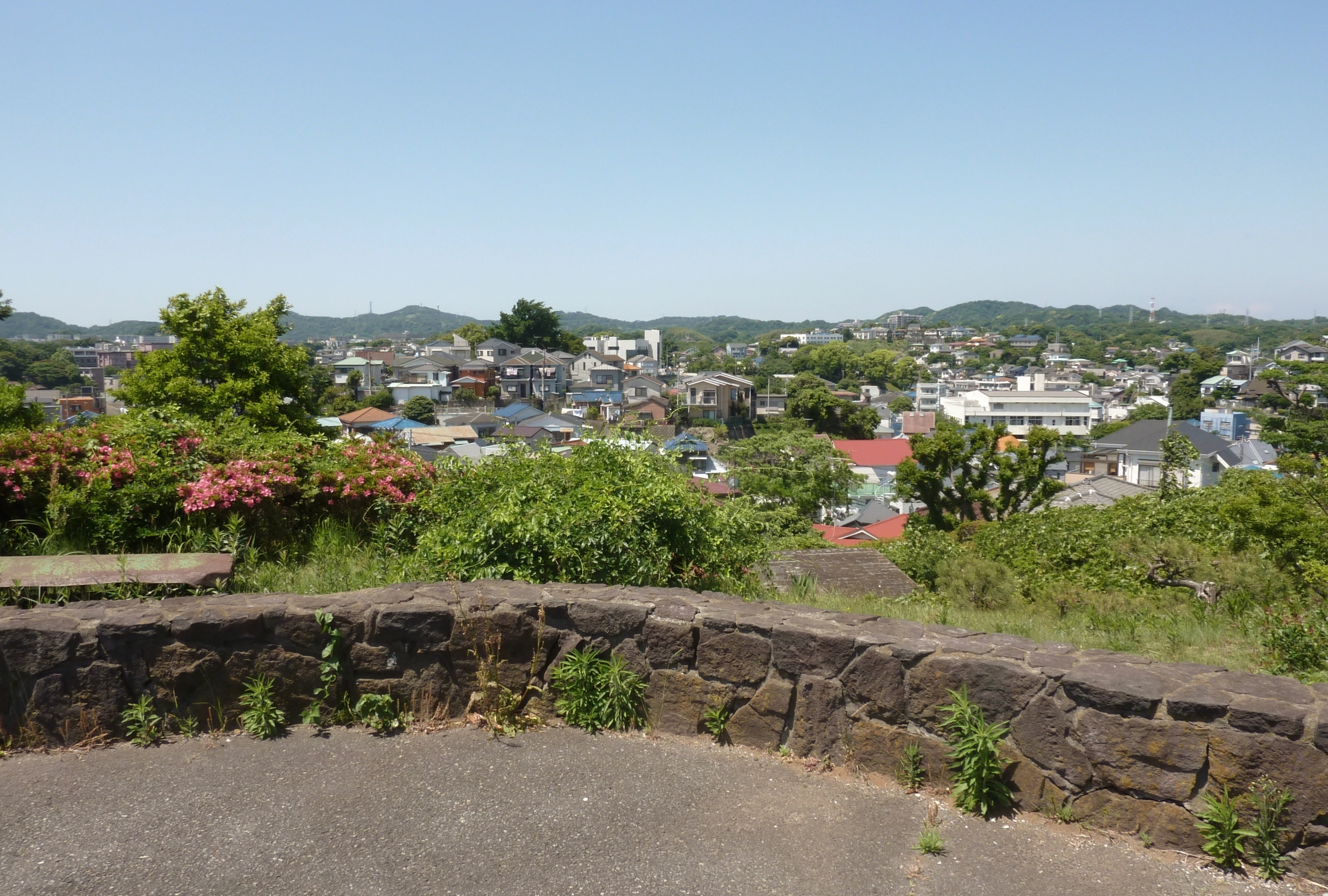
南西方向の眺め
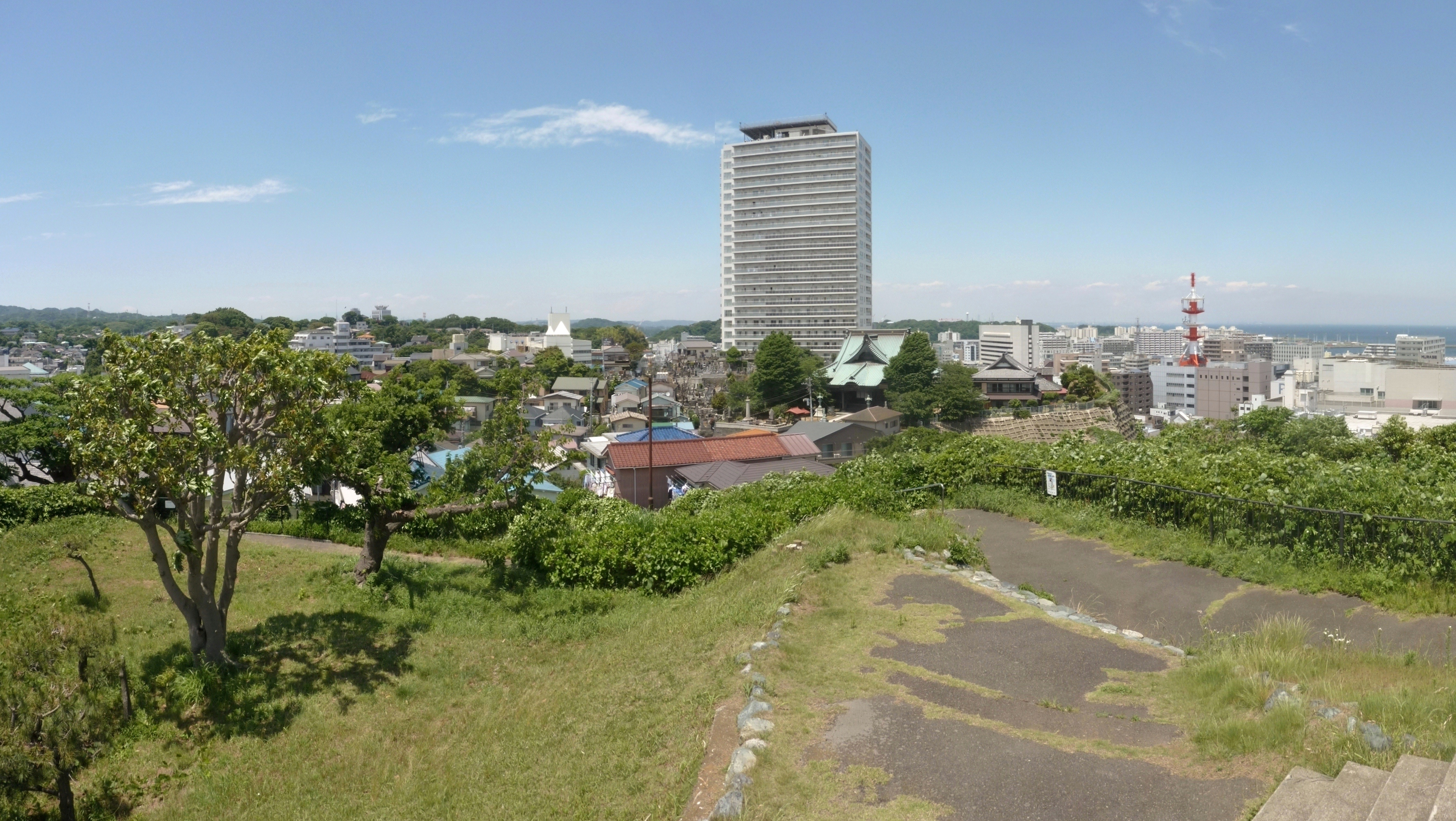
北西方向の眺め
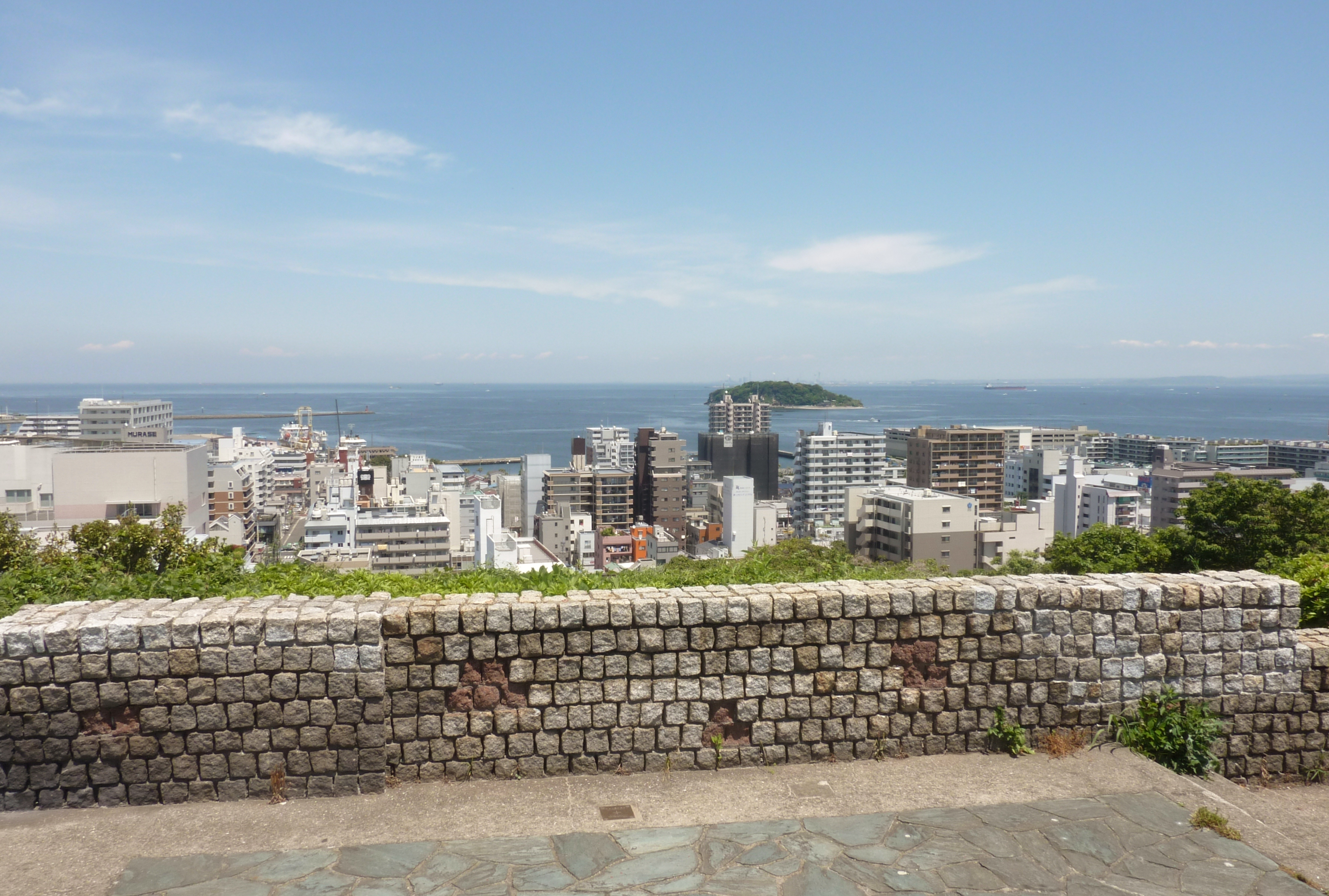
北東方向の眺め
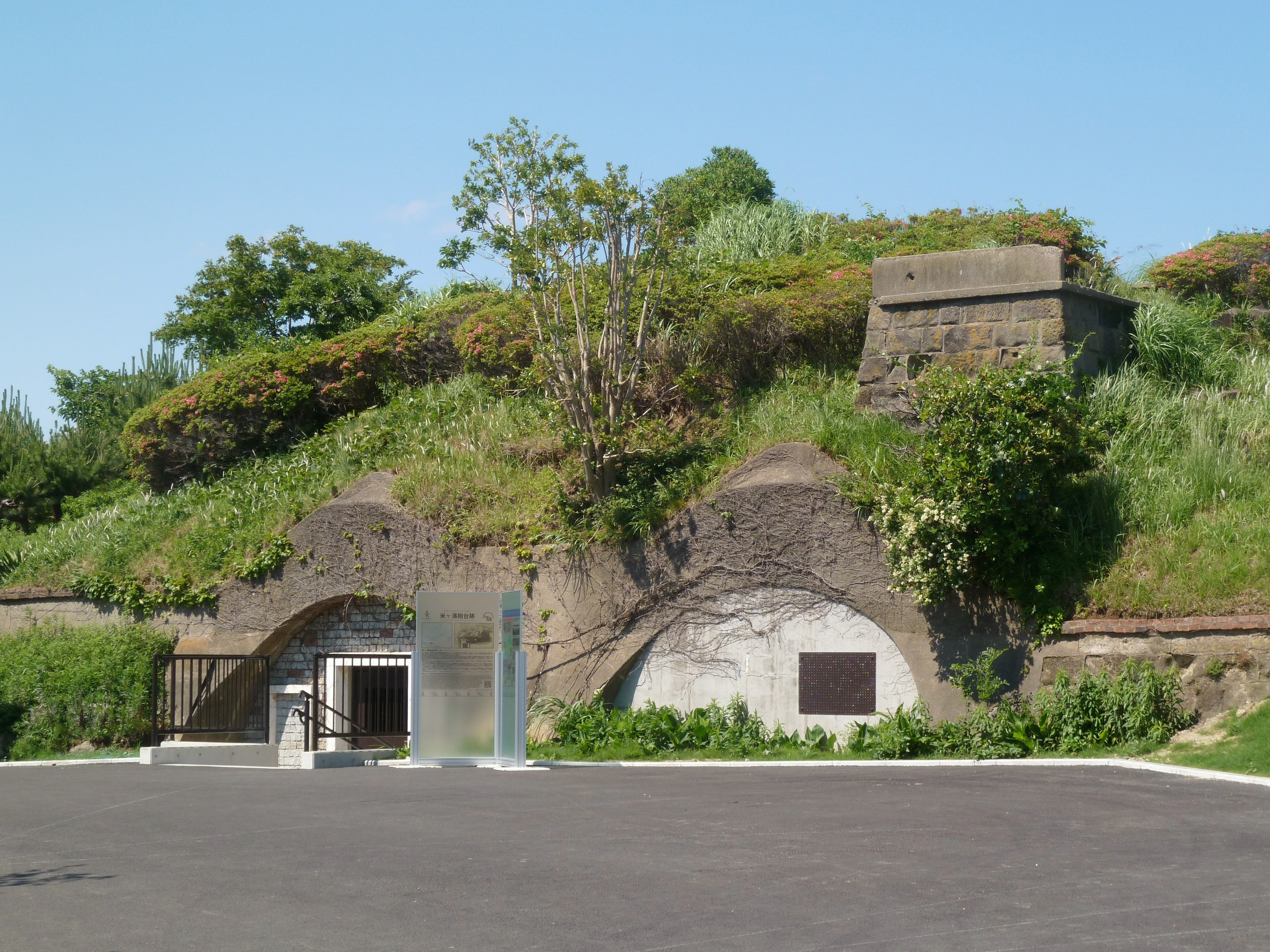
米ヶ濱砲台跡
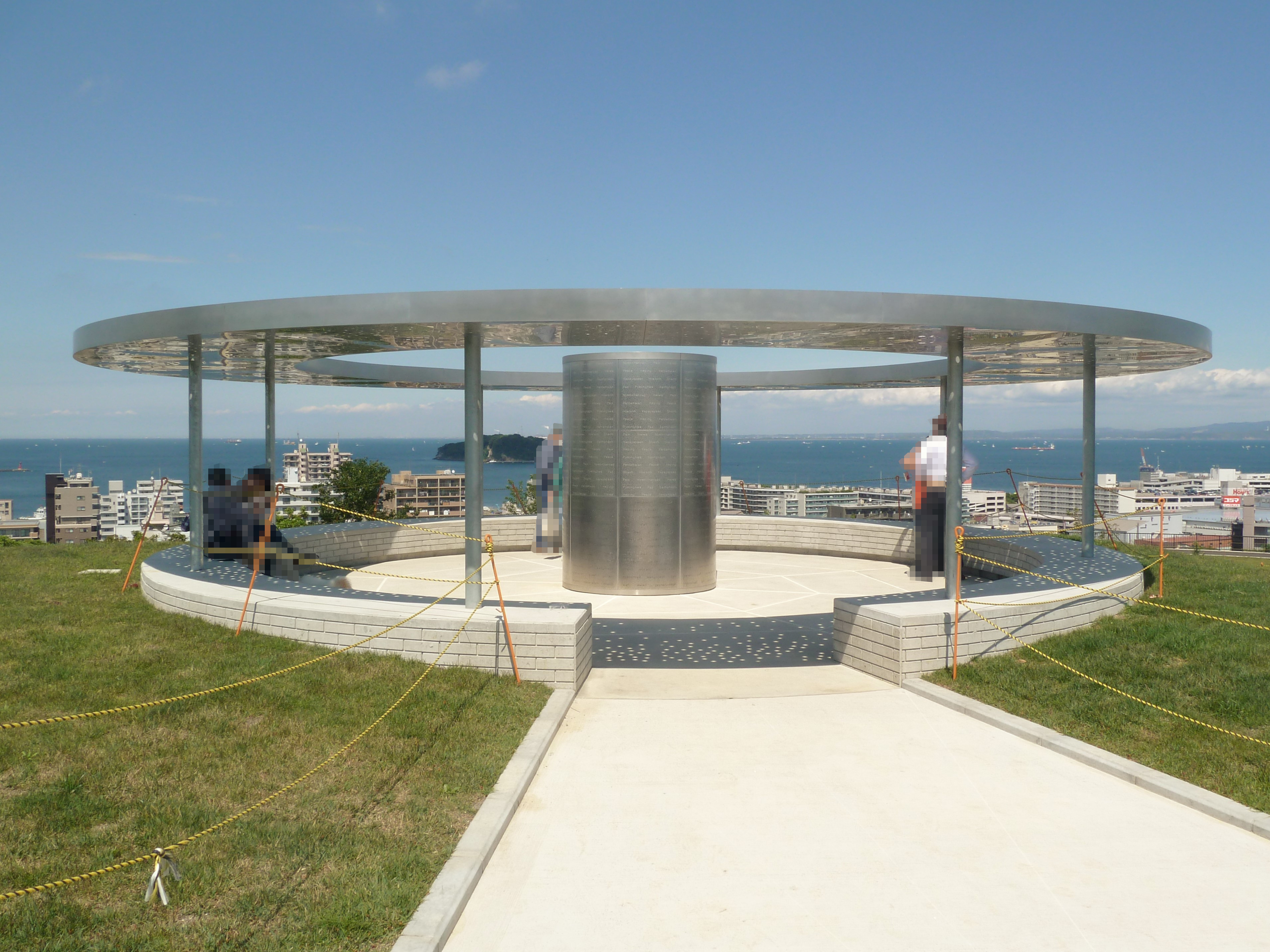
2021年に設置された2代目「平和モニュメント」
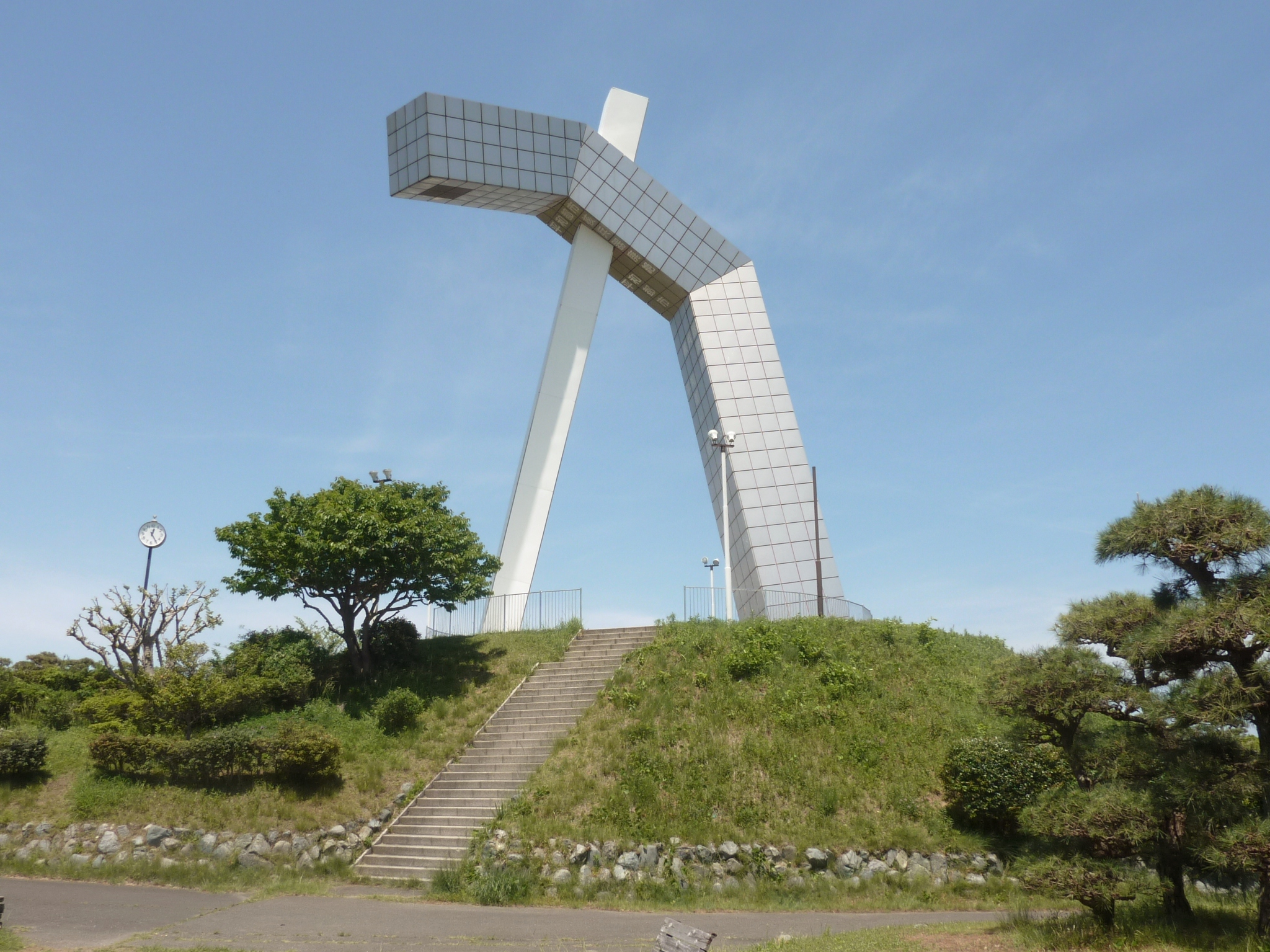
老朽化に伴い2020年に撤去された初代「平和モニュメント」

## 交通
- 京急本線横須賀中央駅から徒歩10分。

## 周辺
- 横須賀市文化会館
- 横須賀市自然・人文博物館
- 横須賀共済病院
- 上町商店街